# Distretto di Kham Khuean Kaeo
Il distretto di Kham Khuean Kaeo (in thailandese: คำเขื่อนแก้ว) è un distretto (amphoe) della Thailandia, situato nella provincia di Yasothon.